# Барбарига
Барбарѝга (на италиански: Barbariga) е село и община в Северна Италия, провинция Бреша, регион Ломбардия. Разположено е на 81 m надморска височина. Населението на общината е 2345 души (към 2013 г.).